# Instituto Tecnológico de Morelia
El Instituto Tecnológico de Morelia es una institución educativa pública de educación superior. Es actualmente considerada como la mejor escuela de ingeniería de México por la ANFEI (Asociación Nacional de Facultades y Escuelas de Ingeniería). Forma parte Tecnológico Nacional de México (TecNM) y se ubica en la ciudad de Morelia, Michoacán. Esta institución educativa goza de un prestigio y tradición nacional, ocupando los primeros lugares en el ranking de tecnológicos de alto desempeño. 
En noviembre de 2021 el Tecnológico Nacional de México (TecNM), campus Morelia, obtuvo por tercer año consecutivo la distinción como la mejor Escuela de Ingeniería en el país, consolidada y con reconocimiento internacional, que otorga la ANFEI, siendo esto reconocido por el exsecretario de Educación Pública, Esteban Moctezuma Barragán, y el por el ex director general del TecNM, Enrique Fernández Fassnacht.1 

## Misión
Contribuir al desarrollo de México formando recursos humanos altamente competitivos a nivel internacional que satisfagan la demanda de la sociedad, a través de sus programas de docencia, investigación y vinculación, integrados con la cultura, el deporte y el cuidado del medio ambiente, en un contexto de calidad, respeto, armonía, que reflejan los valores de la comunidad institucional.

## Visión
La institución establece como su visión: 
"Evolucionar nuestros servicios educativos a través de la aplicación de modelos de vanguardia, gestión estratégica, investigación y vinculación, que generen soluciones innovadoras a oportunidades científicas, tecnológicas, económicas, de desarrollo social y ambientales, con un enfoque de inclusión, equidad y diversidad, posicionando a nuestros egresados a nivel regional, nacional e internacional, como impulsores de la transformación y la sostenibilidad teniendo el reconocimiento de la sociedad como una Institución de excelencia educativa." 

## Historia
Con inusitado júbilo y expectación, el 6 de abril de 1964, siendo Gobernador del Estado el Lic. Agustín Arriaga Rivera, y en las lomas de Santiaguito, se colocó la primera piedra de lo que sería un año más tarde el Instituto Tecnológico Regional de Morelia. En esa ceremonia, el gobernante michoacano dijo en su discurso de inauguración: "A 27 años de reestructurada la educación politécnica en la capital de la República, con la más honda satisfacción del pueblo y del Gobierno de Michoacán, hoy, fecha que será histórica, se colocó la primera piedra del edificio en que habrá de trabajar el Instituto Tecnológico Regional de este Estado."
A este acto concurrieron más de diez mil jóvenes representantes de todas las escuelas de segunda enseñanza y superiores del Estado, quienes jubilosos externaron su agradecimiento al Presidente López Mateos, por el trascendental acuerdo que determinó la creación y funcionamiento de esta Institución, cuyos beneficios para el Estado de Michoacán serían incalculables.

### Iniciación de las actividades administrativas
La escuela Técnica Industrial n.º 60 "Álvaro Obregón" dio alojo en su tercer piso a las primeras actividades docentes de nuestro Instituto Tecnológico. Esas actividades docentes se iniciaron el 4 de abril de 1965 y continuaron hasta el 30 de septiembre del propio año, en cuya fecha esas actividades se normalizaron en las nuevas instalaciones en donde se construía el Tecnológico de Morelia, en su primera etapa.
Las carreras con las que se inició la Institución fueron las siguientes:
- Técnico en Máquinas que tuvo en primer año 30 alumnos.
- Técnico en Electricidad, con un grupo de 30 alumnos.
- Técnico en Combustión Interna, con un grupo de 30 alumnos.
- Técnico Agropecuario, con un grupo de 30 alumnos.
- Preparatoria Técnica "A" y Preparatoria Técnica "B", con 50 alumnos.

En esta forma el número de estudiantes fue en ese primer año de 220. Al inicio de sus clases, el Tecnológico fomentó también las actividades deportivas, utilizando las canchas de básquetbol y de voleibol de la misma Escuela Técnica.

### Fundadores
El 30 de septiembre de 1966, a las 18 horas, se llevó a cabo la inauguración oficial de las instalaciones del Tecnológico Regional de Morelia. El señor Presidente de la República se hizo acompañar de los Secretarios de Obras Públicas, Ing. Gilberto Valenzuela; de la Defensa Nacional, Gral. Marcelino García Barragán; de la Marina, Almirante Antonio Vázquez del Mercado; y del Presidente de la Suprema Corte de Justicia, Lic. Agapito Pozo. Se develó en ese acto una placa que se encuentra en el monumento erigido al insurgente Don José María Morelos y Pavón; en él se colocó una ofrenda floral y se montó una guardia de honor encabezada por el señor Presidente de la República.

### Situación Actual del Tecnológico de Morelia
El campus está integrado por una gran área central y dos anexos externos. “El Tec”, como lo llaman los estudiantes, es una institución académica con influencia tanto en la ciudad, como en el interior del estado y en otras regiones del país. Forma parte de un sistema nacional formado por 254 institutos tecnológicos, 4 CRODE (Centro Regional de Optimización y Desarrollo de Equipo), 1 CENIDET (Centro Nacional de Investigación y Desarrollo Tecnológico), 1 CIIDET (Centro Interdisciplinarios de Investigación y Desarrollo de Educación Tecnológica). Los institutos tecnológicos cuentan con planes reticulares similares, lo que permite que un estudiante se pueda trasladar a cualquiera de ellos y continuar sus estudios. Eso mismo permite intercambiar experiencias a los profesores y directivos de las diferentes regiones del país y enriquecer las labores de cada uno de ellos.
Su organización está basada en un esquema departamental que permite optimizar recursos humanos, laboratorios, y estandarizar los niveles de conocimiento en las diferentes áreas académicas. Las carreras que se ofrecen están constituidas de tal forma que proporcionen bases científicas sólidas, conocimientos de ciencias aplicadas, metodologías de diseño en ingeniería y formación humanista, de acuerdo con los nuevos estándares de competitividad educativa. Los esfuerzos de la institución están encaminados hacia cuatro objetivos primordiales: fortalecimiento de la docencia, la investigación, la extensión y la difusión del conocimiento.
Actualmente el Tecnológico cuenta con 5300 estudiantes en sus dos niveles (Licenciatura y Posgrado) en su modalidad Escolarizada. Además se cuenta con un programa de servicio externo donde destaca el programa de inglés con 1500 alumnos, así como los diplomados en materia de energía eléctrica y de computación.
La mejor escuela de ingeniería de México.
En noviembre de 2021 el Tecnológico Nacional de México (TecNM), campus Morelia, obtuvo por tercer año consecutivo la distinción como la mejor Escuela de Ingeniería en el país, consolidada y con reconocimiento internacional, que otorga la Asociación Nacional de Facultades y Escuelas de Ingeniería (ANFEI) en la categoría de instituciones, facultades, escuelas consolidadas y con reconocimiento internacional en la formación de ingenieros, siendo esto reconocido por el secretario de Educación, Esteban Moctezuma Barragán, y el director general del TecNM Enrique Fernández Fassnacht.
).

## Oferta Educativa

### Nivel Licenciatura
- Contador Público  (http://dsc.itmorelia.edu.mx/)]
- Licenciatura en Administración
- Ingeniería Bioquímica
- Ingeniería Biomédica
- Ingeniería Eléctrica (http://www.itmorelia.edu.mx/electrica/DIE.html Archivado el 6 de febrero de 2007 en Wayback Machine.)
- Ingeniería Electrónica
- Ingeniería Industrial
- Ingeniería en Materiales
- Ingeniería Mecánica
- Ingeniería Mecatrónica
- Ingeniería en Gestión Empresarial
- Ingeniería en Informática (http://dsc.itmorelia.edu.mx/)]
- Ingeniería en Sistemas Computacionales (http://dsc.itmorelia.edu.mx/)]
- Ingeniería en Tecnologías de la Información y Comunicaciones (http://dsc.itmorelia.edu.mx/)]

### Posgrados

#### Maestrías
- Maestría en Ingeniería Eléctrica
- Maestría en Ingeniería Electrónica
- Maestría en Ingeniería Mecánica
- Maestría en Metalurgia
- Maestría en Sistemas Computacionales

#### Doctorado
- Ciencias en Ingeniería Eléctrica
- Ciencias de la Ingeniería

##### Líneas deinvestigación
- Sistemas Eléctricos de Potencia y Distribución.
- Equipos Eléctricos de Potencia y Distribución.